# Centrale thermique de Dobrotvir
La centrale thermique de Dobrotvir est une centrale thermique dans l'Oblast de Lviv en Ukraine.

## Localisation
Elle se situe à Dobrotvir du raïon de Tchervonohrad et depuis 2012 appartient à DTEK.

## Installations

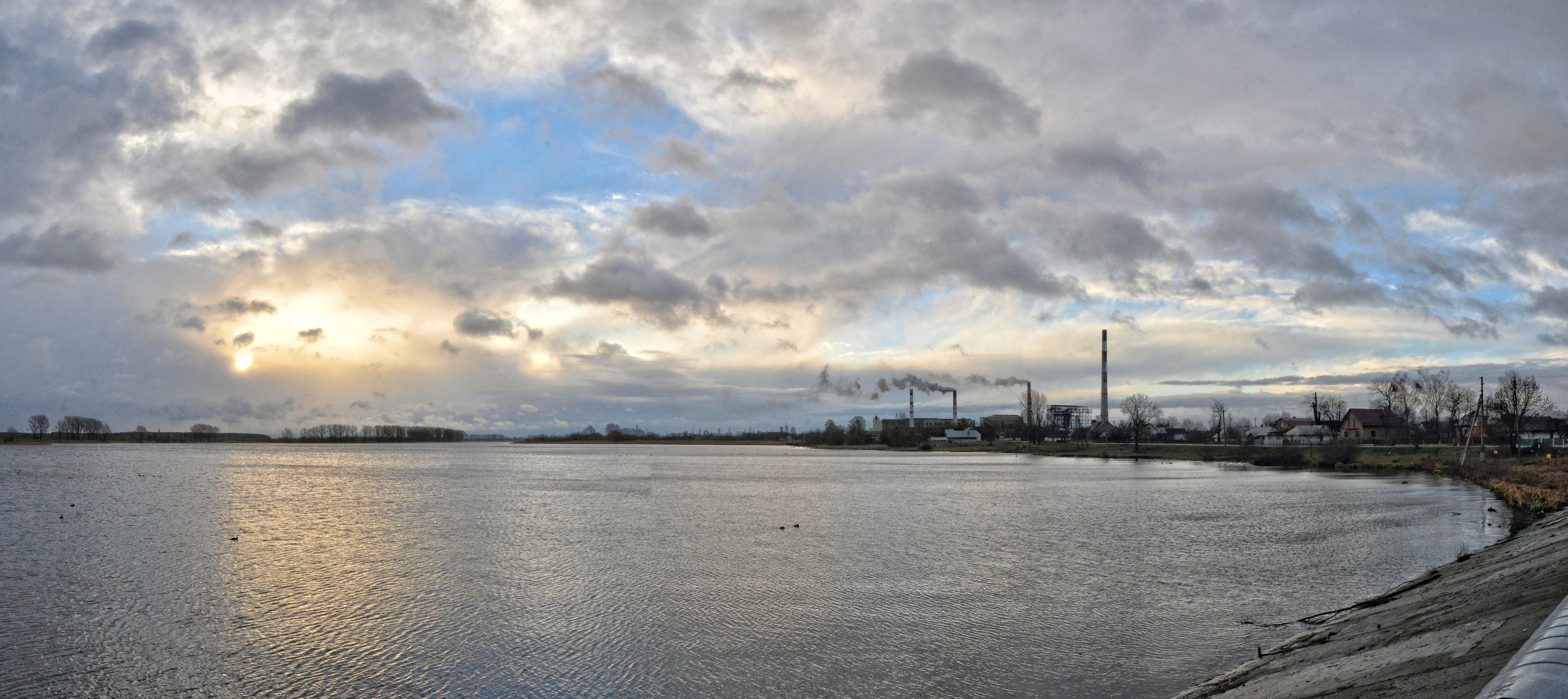
Son réservoir.

## Historique
Elle a ouvert en 1969.